# タイヤ
- タイヤ
- タイア
- タイヤー（鬼怒川ゴム工業の商標）

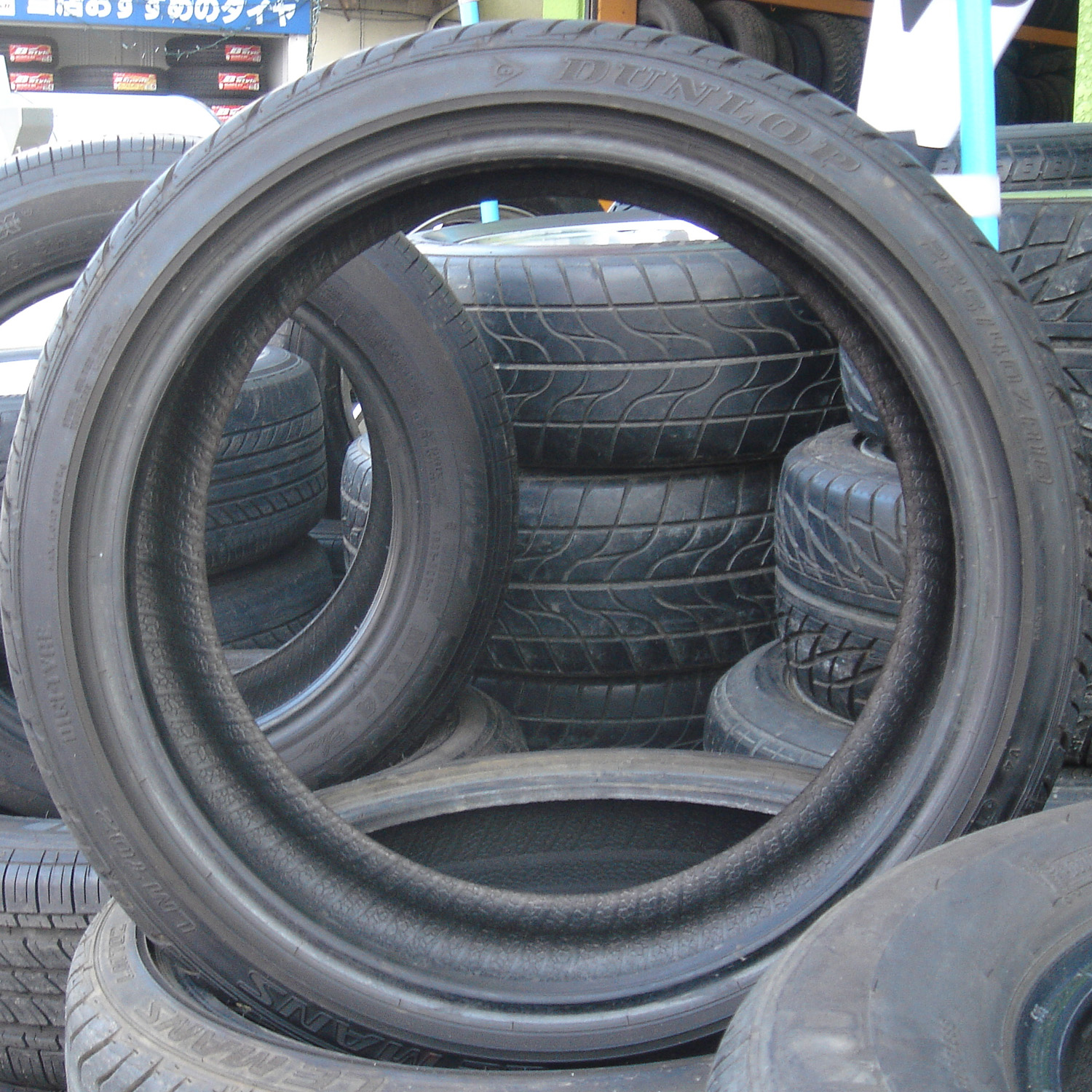
乗用車用タイヤ

タイヤ（アメリカ英語: tire, イギリス英語: tyre）は、車輪（ホイール）のリムを丸く囲む帯状の構造で、路面・地面あるいは軌道の上を転がる踏面（トレッド）を形成するものの総称。ここでは最も一般的なゴムタイヤについて述べる。
口語や略称として本稿のタイヤが組み込まれた車輪（ロードホイールASSY）やその周辺部品や応用部品を「タイヤ」と表現する場合もある。

## 概要

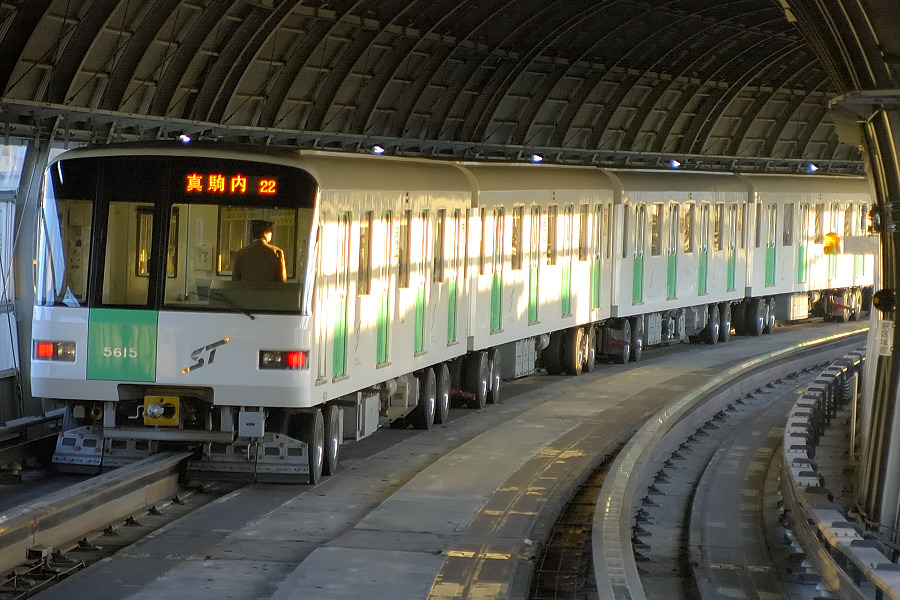
ゴムタイヤを使用している札幌市営地下鉄

車輪の外周にはめ込むゴム製の部品で、路面から受ける衝撃の緩和や車両の操縦安定性向上などを目的としている。自動車、自転車、オートバイ、モノレールや新交通システム、地下鉄などの一部の鉄道車両、航空機（飛行機）、建設機械など、地上を移動する多方面の輸送機器に使用される。
サスペンションには含まれないが、その機能の一端を担う。近年は自転車などの軽車両でもサスペンションの導入が見られるが、過去には重量のあるオートバイでもタイヤの弾力性のみで衝撃を吸収していた例も少なくない。
通常、自動車や自転車などの輸送機器用では、空気や窒素ガスなどの気体を充てんするために、中空構造となっている（中空タイヤ。英語でホロータイヤ-hollow tyre-とも呼ばれる）。中空タイヤは登場以来、気密が破れ荷重を支える弾力を失い走行不能に陥ってしまうパンクが最大の弱点である。これを克服するパンクレスタイヤ、ノーパンクタイヤの研究は長らく続けられている。フォークリフトなど一部の用途では、一輪あたりの負担力を上げるため、中実構造のソリッドタイヤも使われ、自転車用や車椅子用では、パンクの心配が無いメンテナンスフリーを謳った中空部分にゲルなどを充填したものもある。しかしいずれも重量やコストが嵩み、乗り心地でも及ばないものが多く、2021年（令和3年）現在もなお、主流の中空タイヤに取って代わるには到っていない。そのほか、気体が抜けてもしばらくは走れるランフラットタイヤも存在する。
2010年代後半においては、気体を充填密封した構造に依存しない自動車用タイヤの開発が、GM、TOYO TIRE、ミシュランなどで進められ、技術的な発表が行われている。ブリヂストンも空気無しタイヤを開発している。

## 歴史
1867年に車輪の外周にゴムを取り付けるようになり、それまでの金属、木の車輪から脱皮する。ゴムとはなったがまだ空気入りはなく、ソリッド（総ゴム）タイプであった。
空気入りタイヤ（pneumatic tire／ニューマチックタイヤ）は1845年にイギリス・スコットランドの発明家ロバート・ウィリアム・トムソンが発明し特許を取得したが、実用化には至らず、1888年にスコットランドの獣医師ジョン・ボイド・ダンロップが自転車用を実用化するまで待たなければならなかった。
自動車用の空気入りタイヤは、フランス人のアンドレ・ミシュラン、エドゥアール・ミシュランのミシュラン兄弟が、1895年に開催されたパリからボルドーまでを往復する、全行程1,200kmのレースに使用したのが最初である。このレースでミシュラン兄弟は100回近いパンクにもめげず、規定時間を超過しながらも完走した。
耐久性に問題があったとは言え、乗り心地、グリップ力、走行安定性に格段に優れていることを証明したため、これ以降空気入りが急速に普及する。
1912年にBFグッドリッチが初めて補強材としてカーボンブラックを使用し、その高い補強性から広く使用されることとなった。これ以降タイヤの色は黒色が一般的となった。それ以前にはタイヤの色は白色や飴色が多く、これは生ゴムの色や補強剤や増量剤として使用されていた塩基性炭酸マグネシウムや炭酸カルシウムの色によるものである。現代、白色や染色したカラータイヤではカーボンの代わりに湿式シリカを用いる。このことからシリカ（二酸化ケイ素）は炭素を含まないにもかかわらずホワイトカーボンの別名がついている。

## 構造と材料

### 構造
大きく分けて2種類の構造がある。内部のカーカス（後述）が回転方向に対して垂直になっているものが「ラジアルタイヤ（以下ラジアル）」で、斜め方向になっているものを「バイアスタイヤ（以下バイアス）」と呼ばれる。
一般的に、バイアスは居住性（俗にいう乗り心地）に優れるといわれ、ラジアルは操縦性・走行安定性・トレッド変形が少なめで耐摩耗性に優れ、発熱も少ないなどの利点がある一方、バイアスに比べ強度（特にサイドウォールの強度）が劣りがちであり、それを強化するためにカーカスの外周にベルト（ブレーカーコードとも呼ばれ、カーカスに対する箍の役割を果たす）を巻き付ける工程を追加しなければならず、その分割高となりやすい。
かつてはバイアスが主流であったが、1947年にミシュランがラジアルを最初に実用化し、1978年にはF1でも使われることで、耐久性と操作性に優れることが浸透し、量産効果で価格も下がり乗り物用の主流となり、自動車やオートバイでは2008年現在ほとんどがラジアルであり、バイアスはスペアタイヤや小型バイク、農業機械、建設機械などの一部に使われる程度である。なお、バイアスの性質をよりラジアル側に近づけるために、カーカス配置で外周にブレーカーコードを配してトレッドの強化を行ったバイアスベルテッドタイヤ（ベルテッドバイアス）も存在する。
スチールラジアルに入れられている鋼線（鋼）とゴムは接着性が良くないため、銅メッキが施される。この技術的課題の克服が、ラジアルの実用化に時間を要した一因である。加硫によってゴムに数 %含まれる硫黄と銅が強力なイオン結合を形成する。1970年代以降のスチールコードは銅メッキで、現在はより強度に優れるブラス（真鍮）メッキになった。近年は鋼線とゴムとの接着をナフテン酸コバルトを介在させる界面活性剤で解決する方法が見つかったが、環境に悪影響を与える可能性があり、普及には時間がかかる見込みである。
また、ばね下質量が減るため路面追従性が向上するとして、スチールコードの代替にアラミド繊維を使用する例もある。
航空機用は、ナイロン6（PA6、英語版）・ポリエステル・ガラス・鋼のどれかを補強繊維とした繊維強化ゴム (FRR) で母材のゴムは合成ゴムのスチレン・ブタジエンゴム (SBR) を使用している。また構造についてはバイアスによる生産技術がある程度確立されていたことや、離着陸とタキシングを繰り返す過酷な状況での安全性が求められたこともあり、自動車やオートバイでラジアルが広まった後もバイアスが使われ続けていたが、2000年以降は航空機用途でも十分な耐久性と安全性を持ったラジアルが生産・採用されるようになっている。航空機で初めてラジアルを採用したのは、軍用機はF-15E戦闘爆撃機で、民間機ではエアバスA320（ブリヂストン製）である。
かつては内部に空気を閉じ込めるチューブを入れるチューブタイヤが主流であったが、現在の自動車ではタイヤ本体のみで構成され、タイヤ内周のホイールに密着するビードで気密を保持する構造のチューブレスタイヤが主流となっている。チューブレスタイヤの着想は1920年代以降出現したが量産には至らず、実用水準の製品はフランク・ヘルツェグの開発により1947年にBFグッドリッチが発売したものが最初の成功例で、以後急速に普及した。
ただし現代でもチューブタイヤは、自転車、オフロード・トラッカー系、旧車風のバイク、トラクターなどの一部の農業機械や建設機械で使われ続けている。これらはホイールリムをスポークが貫通していることや、空気圧を低くセッティングするなどの理由により、ホイールとタイヤのみでは気密を保てないためである（ただしスポークのニップル等を密閉する等によりチューブレス化するキットも販売されているが、チューブレス用ホイールとビードに接する部分の形状が異なる等でビードが上がらない場合はビードシーラーを要する場合がある。）。

タイヤ断面図

リム組みされた一般的なチューブレスラジアルは、以下のような部位と構造を持っている。
1 - ブレーカーコード
接地面の強度を増し、異物の貫通を防止する。スチールワイヤーを編んでベルト状に構成されている。
2 - カーカスコード
タイヤ構造を保持し、タイヤの骨格の役割を持つ。
3 - ビード
タイヤ内周の4-ホイールリムに接する部分。タイヤをホイールに固定し駆動力を伝えるとともに、空気が漏れないようにシールする。また内部にはビードワイヤーと呼ばれるスチール製のワイヤーを内包している。
4 - ホイールリム
タイヤとこのホイールリムとの間に空気を保持する。
5 - トレッド
日本語では踏面（とうめん）と言う。主に路面に接する部分。表面にはグルーブと呼ばれる溝が彫られているのが一般的である。彫られた溝の模様は製品ごとに異なり、トレッドパターンと呼ばれる。グルーブには、トレッドと路面の間に入った水を排出してスリップを防止したり、操舵性や乗り心地を向上させるといった役割がある。
溝の部分をシー、山の部分をランドと呼ぶこともあり、特に柔らかい路面でのトラクション（駆動力）が重要となるマッドテレーンタイヤやスノータイヤでは、シー/ランド比が重視される。
オートバイ用のトレッド面は丸く、車体を傾けると内側と外側で接地面の直径が変わり、車体を傾けた方向へ旋回させようとする力が生じる。逆に車体が傾くと旋回しようとする力の反作用で車体を直立させ直進しようとする力が働く。オートバイはこの力により自立し直進する。
また、トレッドの両端部（タイヤの肩の部分）をショルダーと呼ぶ。大舵角時などタイヤのキャンバー角が大きくなるほど摩耗が進む部分で、トレッド部の中央部分に十分な溝が残っていてもショルダー部の溝がなくなると操舵性能が著しく低下する。
6 - サイドウォール
タイヤの側面。メーカー名やサイズなどが表示されて（刻まれて）いる。
路面には接しないが、走行中は路面の凸凹に対応するために、激しく屈伸している。最も動く場所でもあり、乗り心地にも影響し、クラック（細かい亀裂）も入りやすいデリケートな場所でもある。

### 材料

#### ゴム
パラゴムノキの樹液からなる天然ゴムと各種の合成ゴムがある。ゴムタイヤの発明時、ゴム素材は天然ゴムしか存在しなかった。当時の天然ゴムは冬には硬くなり、夏には溶けてしまうという性質だった。この天然ゴムの耐久性を高めたのが、アメリカのグッドイヤー（harles Goodyear、1800年～1860年）だった。彼は加硫法を発見し、自動車のなどのタイヤに使われるようになる。その後の自動車産業の発展とともに天然ゴムの供給不足となり、イギリスはゴムの木の原産国だったアマゾン川流域でゴムの木の種子を集め、まずはセイロン島（現在のスリランカ）へ、後にマレー半島に持ち込まれ、天然ゴムのプランテーションを行うようになった。
1930年代に合成ゴムが実用水準で量産されるようになり、第二次世界大戦における天然ゴム供給難を背景に、タイヤ用素材として広く用いられるようになった。
- 天然ゴム
- 合成ゴム

#### 配合剤（コンパウンド）
カーボンブラック、シリカ、オイル、亜鉛華、硫黄などの配合剤が加えられる。「コンパウンド」は混合物の意で、トレッド部に使用される。
- カーボンブラック（粉末状の炭素）
- 湿式シリカ（別名ホワイトカーボン）
- オイル
- 亜鉛華
- 硫黄

など

#### 構造材
構造材としてナイロン、ポリエステル、スチールなどが使用される。
- ナイロン
- スチール : ラジアル構造のカーカスを締め付けるベルト（たが）の部分

など

## 表示

### 寸法表示

英語圏における表記例。日本で販売されるものも概ねこの表記法に準ずる。

タイヤ記号には、メトリック表示とインチ表示の2種類がある。かつてのアメリカではレター表示と呼ばれるものも存在した。

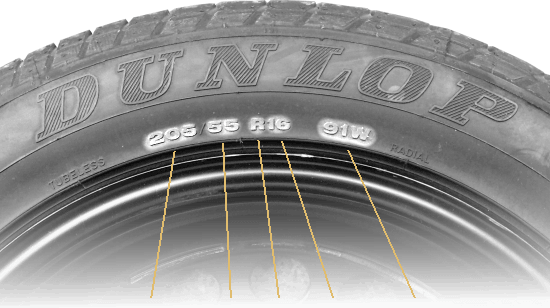
メトリック表示
今日の自動車用に広く見られる表記である。「205/55 R16 91W」とあった場合、205=幅（mm）、55=偏平率（%）、R=構造（ラジアル）、16=リム径（インチ）、91=支えられる荷重を示した指数（ロードインデックス）、W=保証される最高速度（270 km/h）を表している。数値の単位は、リム径はインチ表示されるが、幅は mm で表示される。偏平率とは、サイドウォールの高さを幅との割合で表したものである。この場合のタイヤにおける漢字表記は偏平率であり、扁平率（楕円のつぶれ具合を表す）とは意味も異なる。なお、偏平率が低い（幅に対して高さが低い）ものほど操縦安定性、ブレーキ性能、ステアリング操作に対する応答性、高速走行時のグリップ性能、コーナリング時などの限界速度がそれぞれ向上し、高速走行でも安全に走行可能になるが、反面、乗り心地が硬くなり、路面の凹凸などを拾いやすく走行音も大きくなる傾向があるので、乗用車用の場合、快適性や経済性重視であれば偏平率の高い (65 - 82 %) ものを、スポーツ走行性能重視であれば偏平率の低い (30 - 60 %) ものを選択する。このメトリック表記基準はバイアスにも準用され、オートバイ用などの場合「180/60-17」といった具合で表される。
インチ表示
バイアスタイヤに多く見られる表記であるが、ラジアルタイヤにも用いられることがある。「3.50 S 18 4PR」とあった場合、3.50=幅（インチ）、S=保証される最高速度、18=リム径で、数字はすべてインチである。4PR=カーカスコード4枚重ね（プライ）相当（レーティング）の意味で、強度を表している。偏平率は、通常は100、3.60や5.10では80になっている。
自動車用には「5.00-10 8PR」などと表され、幅とリム径の間の表記が構造を表すことになる。この場合は、-（ハイフン、またはD）=バイアスを示す。ラジアルの場合にはRとなり「5.00R10 8PR」と表される。バイアスベルテッドの場合にはBが付記され、「5.00B10 8PR」と表される。
レター表示
1960年代から1970年代中期までのアメリカ車に見られた表記法で、外径と偏平率、リム径を順番に記述する形式であるが、外径をアルファベットで分類することが最大の特徴である。
「A78-15」とあった場合、A=外径、78=偏平率（%）、-=構造（バイアス）、15=リム径（インチ）を表し、原則としてアルファベットがAからZへ進むに従って、外径が増加していく。アメリカでもごく一時期しか用いられなかった表記法で、該当する自動車用リム径は14インチと15インチのみ。偏平率も78偏平（レター表示にしか存在しない偏平率でもある）、70偏平、60偏平の3種類しか存在しない。構造もほとんどがバイアスであるが、1970年代中期頃にはレター表示のラジアルも存在した。
現在では完全に廃れた表記法であり、ビンテージのマッスルカーやハーレーダビッドソンの一部オートバイ向けに製造が行われるのみとなっている。アメリカ車の市場が小さい国では純正指定のレター表示のものは極めて入手しづらいため、クロスリファレンスなどを用いて外径が近いメトリック表示やインチ表示のものへの変更を行う必要がある。
強度の表示
寸法表示の次に書かれる数字は、最高負荷を表すロードインデックス（LI）。バイアスタイヤの登場以来、サイドウォールのプライ数（カーカスコードの重ね枚数）を表示することで強度としてきた。カーカスコードの層数の表記（プライレーティング）は、とくに断り書きがない場合にはほとんどの場合4PR（4プライ、4層）であるが、トラック向けなどカーカスの層数が特別に多いものの場合には8PR、16PRなどの表記がサイズ表記の周囲になされている。
現在はJATMA規格（スタンダード規格）と、ETRTO（エトルト、欧州タイヤ及びリム技術機構。）規格のXL（EXTRA LORD、エクストラロード）規格の2種類の表示のものが増えている。LIから実際の耐荷重を知るには、それぞれの規格に合わせた換算表が必要になる。
最高速度の表示
速度記号（スピードレンジ）と呼ばれ、Lが120 km/h以下。それ以降の表示は、N=140 km・Q=160 km・R=170 km・S=180 km・T=190 km・H=210 km・V=240 km・W=270 km・Y=300 km以下・(Y)=300 km超となる。この表示はバイアス・ラジアル両者共通であるが、インチ表示ではHが最高となっている。インチ表示における最高速度表示はオートバイ用やスポーツカー向けの偏平バイアスに特によく見られる。
また、速度記号制定前の規格で、速度カテゴリと呼ばれるラジアルタイヤ用の最高速度表示があり、SR=180 km/h以下・HR=210 km/h以下・VR＝240 km/h以下・ZR=240 km/h超となる。
適合車種の表示
欧米ではトラック向けにはLT（ライトトラック）やC（カーゴ）、乗用車向けにはP（パッセンジャー）、オートバイ用にはM/C（モーターサイクル）の表記がされており、誤用が起こらないような配慮がされている。ただし、サイズがメトリック表示の場合はこれらの表記がない場合でも公称幅の部分の下一桁が0であればオートバイ用、5であればそれ以外で区別がつく。

### その他の表示

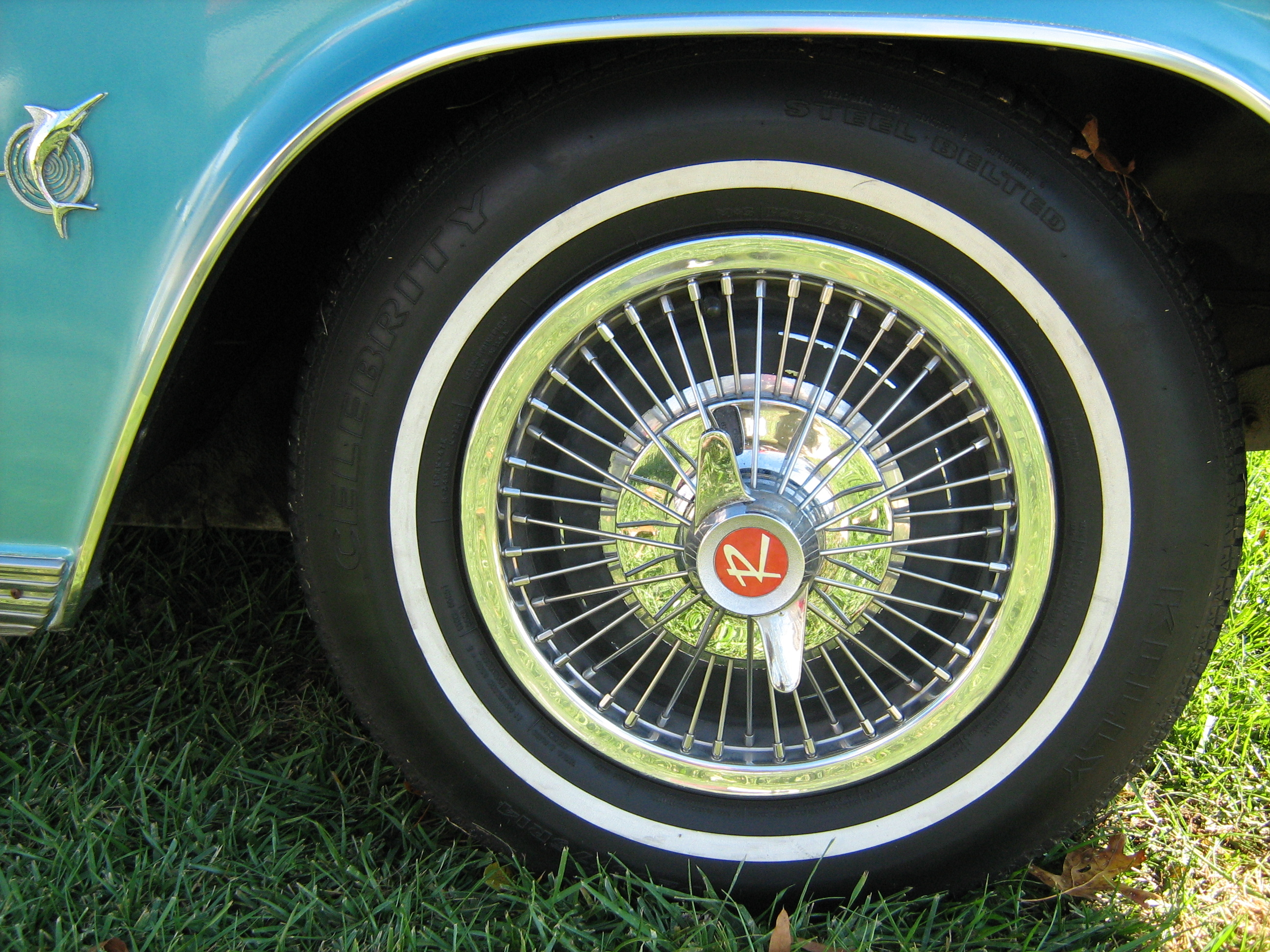
ホワイトリボンタイヤ

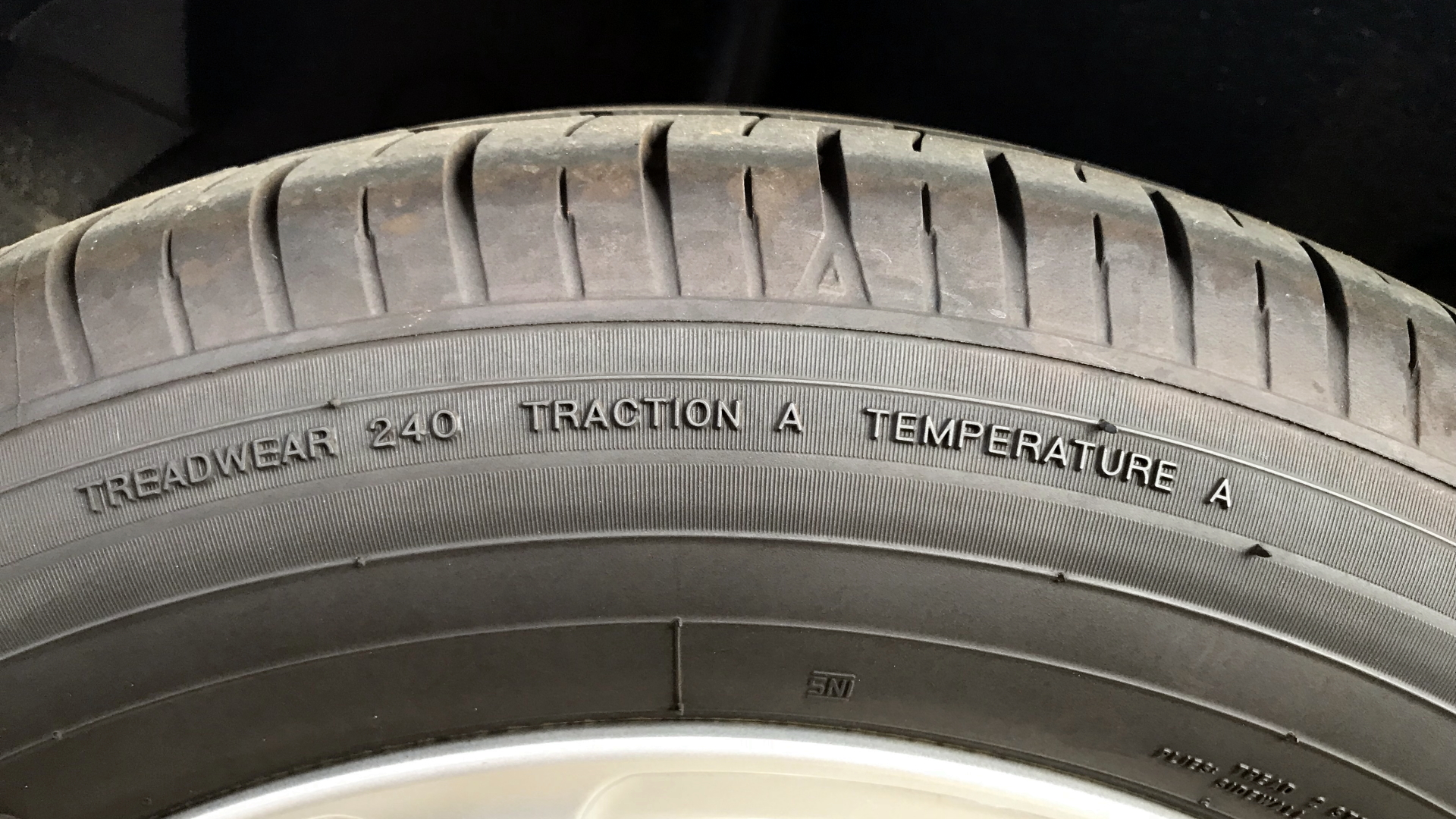
UTQG表示
上部にスリップサインの位置を示す矢印がある

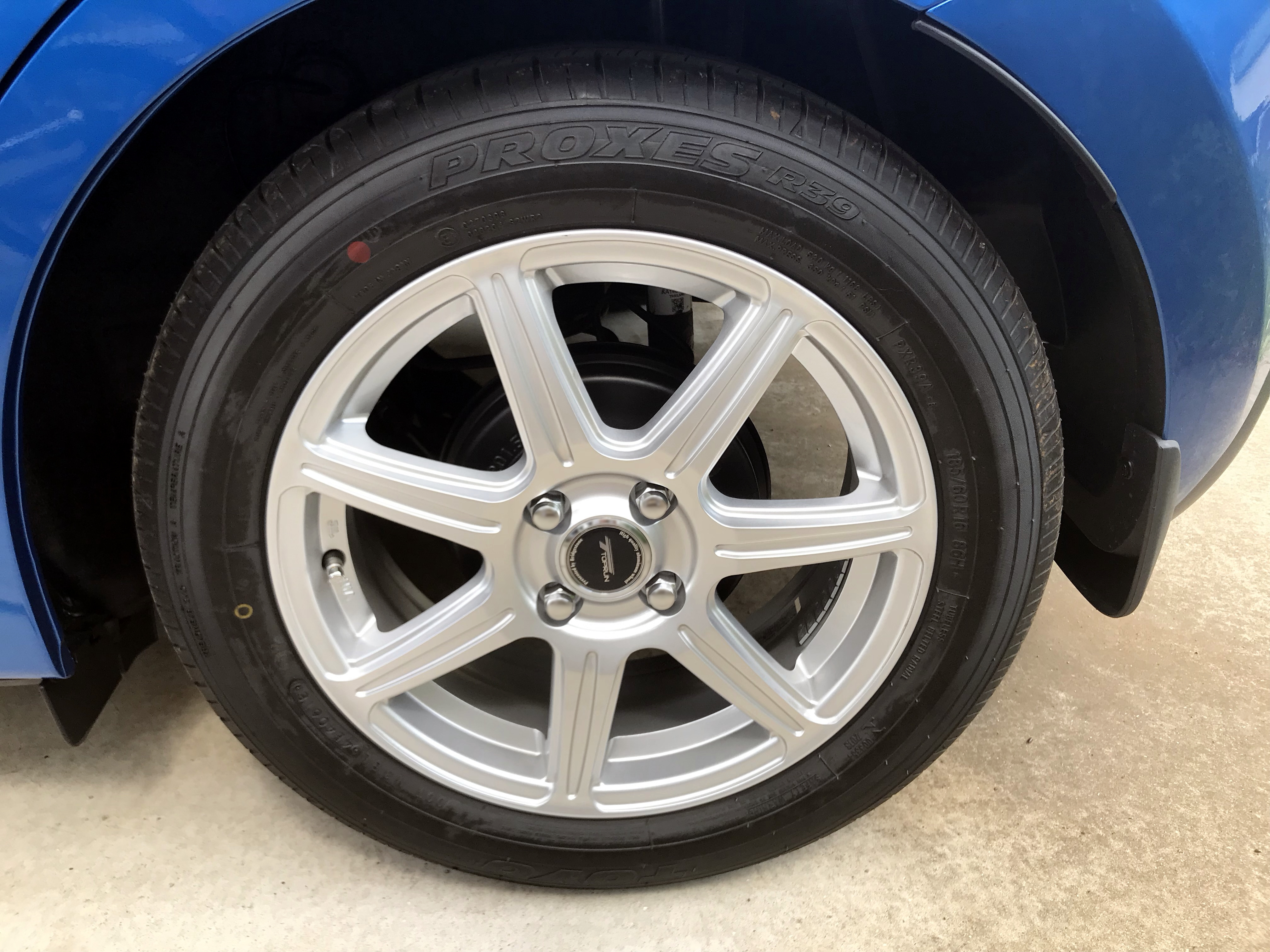
タイヤの軽点（黄）とユニフォミティマーク（赤）
エアバルブと軽点の位置を合わせて組み付けられている

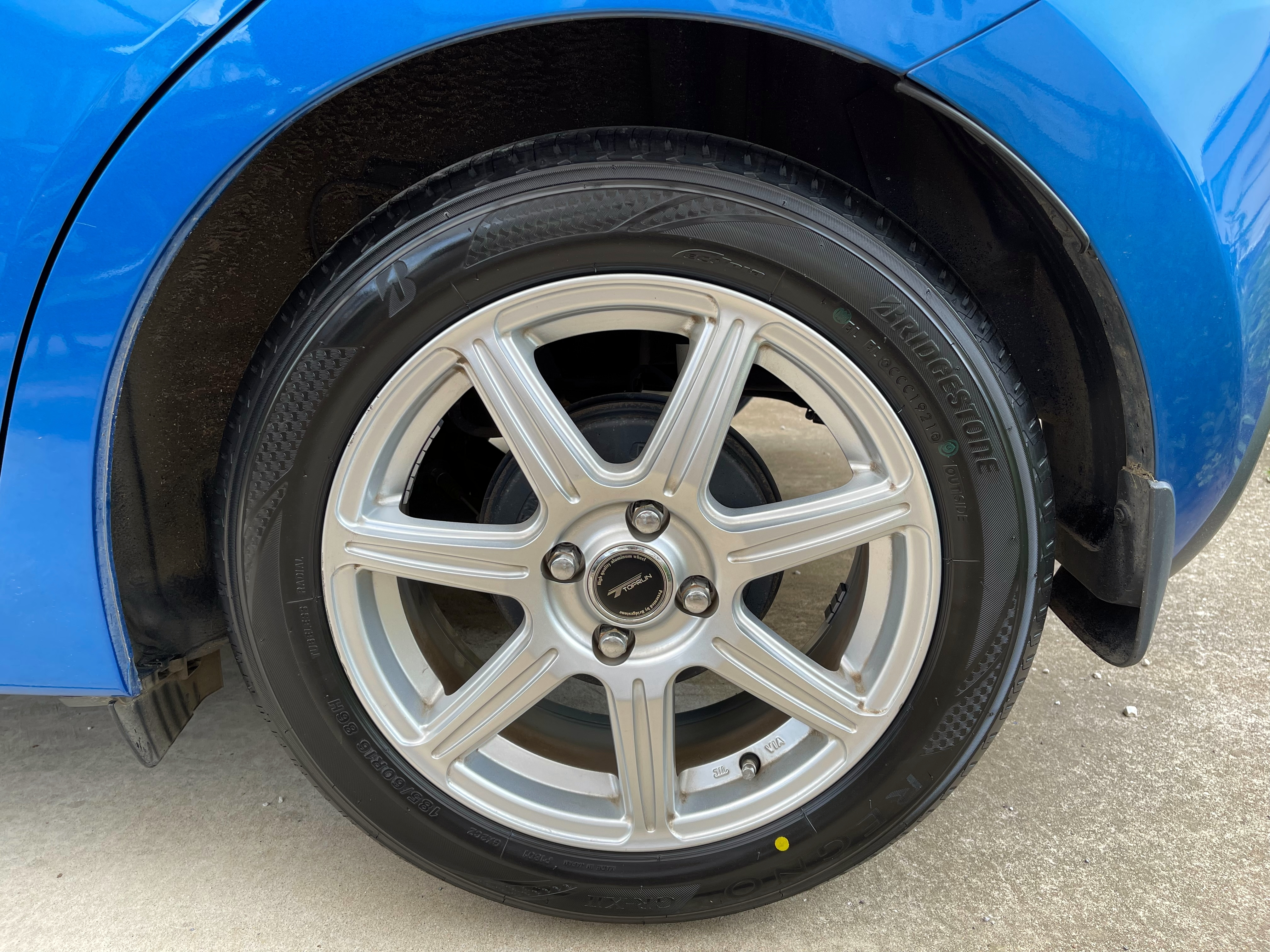
タイヤの軽点（黄）しかペイントされていないタイヤの例
UTQG表示もない点にも注意

サイドウォールには一般的な寸法表示の他、下記の様々な表示が行われる。
メーカー名及びブランド名
メーカーによってはグレードによりメーカー名表記自体を変更するセカンドブランドを保有している場合がある。また、そのイメージ戦略によりこれらの名称を白く塗ったホワイトレターや、サイドウォールに円周状の白い塗装を施すホワイトリボン（ホワイトウォールタイヤ）などの意匠が施されることもある。
製造国表記
近年は日本・欧米のメーカーが製造コストの低減のためにメーカーの母国以外に、東南アジア地域で製造を行っている事例もまま見られる。こうした地域では日本・欧米メーカーからの技術移転などにより、その国独自のメーカーが新たに勃興する場合も多く、近年では日本や欧米に進出して販売を行っている事例も見受けられる。
製造時期表記
製造年月が数桁の数字により必ず刻印されている。2000年以降に製造されたものの場合には「1303」「3409」など、数字4桁の表記が行われている場合が多い。製造時期はほとんどの場合、製造年及び1月第1週を起点とした製造週の数字を順に並べて表記（もしくは製造週/製造年の逆転表記）されるため、前述の事例では前者は「2003年の第13週（3月上旬頃）」、後者は「2009年の第34週（6月下旬 - 7月上旬頃）」と読み取ることが出来る。これにより新品及び中古で購入したものが製造から何年経過しているのかを概ね知ることが可能となる。また、1999年までに製造されたものは「249」などの3桁表記であり、上2桁が製造週で、下1桁が製造年であった。
構造表記
カーカスコードの構造と材質、及びチューブの有無を示す表記がされている。例えばラジアルの場合にはRADIAL、バイアスの場合にはBIAS PLY、バイアスベルテッドの場合にはBIAS-BELTED、スタッドレスの場合にはSTUDLESS、カーカスコードがスチールワイヤーの場合にはSTEEL BELTEDといった表記がされている。チューブレスの場合にはTUBELESS、チューブの場合にはTUBE TYPEとされている場合が多い。
UTQG（Uniform Tire Quality Grading、統一タイヤ品質等級）表示
米国家幹線道路交通安全局（National Highway Traffic Safety Administration、NHTSA）が制定した“Uniform Tire Quality Grading Standards”（UTQGS、「統一タイヤ品質等級基準」の意）に基づく表示。乗用車用かつ夏用のタイヤにおいてはアメリカ合衆国内の公道での使用はこの表示をもつタイヤであることが義務付けられている。Treadwear（踏面摩耗、耐摩耗率を指し100を基準に多ければ多いほど摩耗しにくくなる）、Traction（粘着、湿潤路面における粘着力（制動力）を指しC・B・A・AAの順に高くなる）、Temperature（温度、高速走行時の耐熱力を指しC・B・Aの順に高くなる）の三つの要素がある。前述の通りアメリカ合衆国内で義務付けられた表記であるため、日本国内においては国内メーカー製である場合国内専売タイヤには表記がないことが多い。
軽点とユニフォミティマーク
サイドウォールの内側（内周側）にある丸い印で、軽点が黄色、ユニフォミティマークが赤色の丸でペイントされている。軽点はタイヤ重量が一番軽くなっている部分を指し、ユニフォミティマークはタイヤ外径が最も大きくなる部分を指す。軽点にはホイールの最も重いとされるエアバルブの部分を合わせることで重量バランスが均一に、ユニフォミティマークにはホイールの最も凹んだ部分を合わせることで真円に形状をなるべく近づけられるとされるが、タイヤの洗浄等で消えていくほか、メーカーによっては新品の時点でこれらの点をペイントしていないメーカーもある。
ローテーション（回転方向）
回転方向指定タイヤ、ユニディレクションタイヤなどと呼ばれ、運動性能や排水性を高めるためトレッドに方向性パターンを採用している。車両への装着は必ずこの指示に従わなければならず、逆に組み付けると本来の性能を発揮できない。偏摩耗対策としてのローテーション（位置交換）は同じ側の前後間でしかできない。前後輪でホイールサイズやタイヤサイズが異なる場合、タイヤが左右対称パターンであれば、左右間でホーイルとタイヤの組み合わせを入れ替える「裏組み」で対処できる。
アウトサイド/インサイド
トレッドバターンや形状（構造）が左右で非対称なタイヤ。多くの場合ローテーション（位置交換）に制約はないが、回転方向指定タイヤの場合は同じ側の前後輪の間でしかできない。タイヤの内外を入れ替える「裏組み」ができないため、前後異サイズの場合はローテーションができない。

## メンテナンス

### 空気圧調整

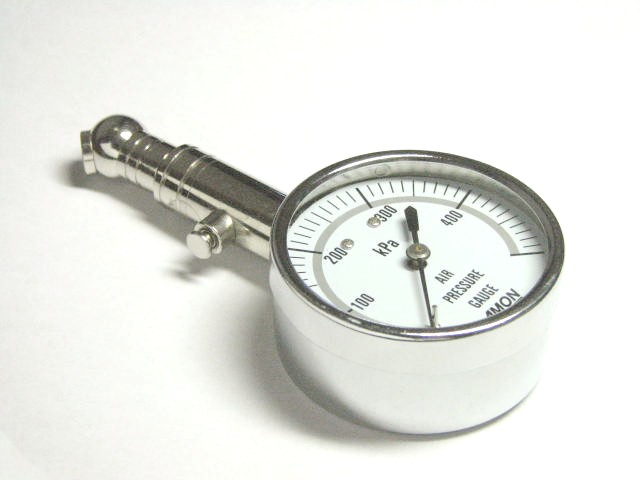
空気圧はこのようなエアゲージで簡単に計ることが出来る
エアゲージは安いものは数百円程度からある

初期のタイヤは木材や金属の車輪が主流だったが、1800年代中盤に空気の入っていないゴム製のソリッドタイヤが生まれ、1800年代後半には空気入りタイヤが次第に普及した。空気入りタイヤは適正量の空気が入っていなければ役割を果たさない。空気が入って初めて車重を支えることが可能になる。
タイヤおよびその使用車種によって適正な空気圧が指定されており、ドライバー側のドアを開けたときに露出するボディ部分にステッカーなどで表示されていることが多い。適正数値は乗用車の場合200 kPa前後、バス・トラックなどの大型車で600 - 900 kPa程度が指定されていることが多い。チューブレスで3か月程度、チューブタイプで1か月程度ごとに適正な空気圧を保つことが重要である。時間の経過とともに空気が漏れ出したり、暑い時に適正な空気圧で空気を入れたとしても空気の密度が低いので気温の低下により体積の減少=圧力低下を招いたり、様々な原因で空気圧は低下する方向に作用する。
軍用車両では舗装道路から野戦の不整地まで多様な走行状況に対応するため、車体側からタイヤの空気を加減するタイヤ圧調整装置を備えるものが少なくない。砂泥や積雪など軟弱地では空気圧を下げ接地面積を増して沈み込みを軽減し、堅い路面では圧を上げて高速走行時のバーストを避ける。軽度のパンクなら空気抜けを補填して戦闘中の性能低下回避も期待できる。
- 空気圧過少
  - 適正な空気圧の半分程度の圧力になると、潰れが大きくなっていることが目で見て分かるようになる。この状態で運転を続けるとスタンディングウェーブ現象が発生し、破裂（バースト）することがあり、大変危険である。
    - 2000年にはファイアストン製を装着するフォード・エクスプローラーで、乗り心地を重視するあまり、過度に低い空気圧指定をしていたため、高速道路などを走行している際の熱の発生により破裂（バースト）を起こす事件も発生している。これを受けてアメリカでは、空気圧を常に監視するタイヤ空気圧監視システム（TPMS）の装着が義務付けられており、その他の国でもTPMSは一部高級車やスポーツカーで採用されている。

  - 指定の空気圧より低い場合、接地面積が増加する。フローテーション（flotation）の増加[注 11]や低速域でのグリップ向上を見込める場合もある[注 12]が、撓み易くなるので接地面の変形が大きくなり、速度の上昇と共に駆動力・旋回力・制動力（走る・曲がる・停まるのすべての性能）が低下する。
  - 接地面積が増え、変形も大きくなるため、転がり抵抗の増大を招き、燃費が悪くなる。また、トレッドの両肩部から摩耗していく。
  - ホイールとは内圧により密着性を増しているため、リムの位置がずれたり[注 13]、場合によってはホイールから外れることがある。
  - 自励振動（シミー現象）の発生を招きやすい。
- 空気圧過大
  - 設計上、2 - 3倍の空気圧で空気を入れても破裂することはないように作られている。
  - 指定の空気圧より高めの圧力の空気が入っている場合、バウンドし易くなり段差や路面の凸凹のショックを直に受け取り、乗り心地が低下するとともに、接地面積の減少により路面への制動力・駆動力の伝達は低くなる。言い換えればグリップの悪化を招く（※グリップは悪くなるが燃費は抑えられる）。トレッドは中心部から磨耗していく。

### 窒素ガス (N2) の使用
2010年代以降、乗用車向けに、一部カー用品店やガソリンスタンドで窒素ガスを勧める場合が増えた。空気圧のメンテナンスを軽減することが最大のメリットと言われ、その他に派生的効果として、燃費悪化の防止などの効果も考えられるが、直接的なものではない。また、ロードノイズが低減するという話もあるが、科学的根拠は無い。また、もともと空気中の79%が窒素であるため（下記のようなシビアコンディションでなければ）、コストに見合わないとする声もある。
窒素が使われる理由は、酸素は窒素よりゴムの透過率が高いために失われて内圧が低下しやすい。純窒素を用いたほうが経時的に内圧の低下が小さいので、内圧管理が簡単になる。
しかし空気を充填したとしても先に酸素が透過して失われるので、窒素の分圧が増えてくる。透過して失われた酸素の分だけ空気を充填すると、また酸素が先に透過して失われるので、次第に窒素の分圧が大半を占めるようになるので内圧低下は穏やかになる。
酸素の透過による内圧低下は新品やパンク修理後に最初に空気を充填した時に著しいので、この際に窒素を充填することは内圧低下に一定の効果はあるが、空気充填を繰り返すと窒素の分圧が大半を占めるようになるので、特に窒素を補充する意味はなくなってくる。
一般に普及するきっかけになったのは、高速長距離運転を行う大型トラックに多く採用されたことである。これは高速長距離運転による内圧の変化を抑制するためである。逆に短距離と荒地での運用の多いダンプトラックなどでは普及していない。
空気に含まれる水分に関しては、通常の空気充填システムでは湿気を吸収するフィルターにより乾燥空気としているので、通常の空気充填と窒素充填でも湿度の影響は殆どない。
航空機（飛行機）用には通常、液体空気から分留した窒素ガスを充填する。これは、酸素を含まないために、火災や爆発の危険が少ない（着陸時、ブレーキや路面との摩擦により高温になるため。外部に酸素があるため安全率の差はわずかであるが、航空機ではあらゆる面においてコストより安全を優先するため選択される）。
F1に於いては窒素では無くドライエアー（強制的に乾燥された空気）が充填されることが多い。これはレースの走行時間が短く頻繁にタイヤを交換するため、酸素透過による内圧低下は無視できるからである。

## 流通と消費

### 入手性の問題
市場に流通するものの種類や寸法は、その時代によって様々に変遷していく。日本においては1970年代以前はインチ表記のバイアスが主流で、ホイールによってはチューブタイプもしばしばみられた。1980年代以降はほとんどがメトリック表記のラジアルへと移行し、チューブはほぼ姿を消した。軽自動車においてはブレーキ規制が強化された1980年代末を境に、10インチサイズから12インチサイズのラジアルに移行していった。
- インチ表記においてもメトリック表記においても規格書上は存在するが、実際に純正採用された例がごく僅か[注 15]、あるいはほぼ皆無なサイズ[注 16]も数多く存在する。

こうした変遷の中で近年では新車採用されなくなったり、ごく一部の車種にのみ採用されていたサイズ市場流通から姿を消す、あるいは選択できる種類が極端に狭くなるなどの問題がしばしば発生する。

#### 実例

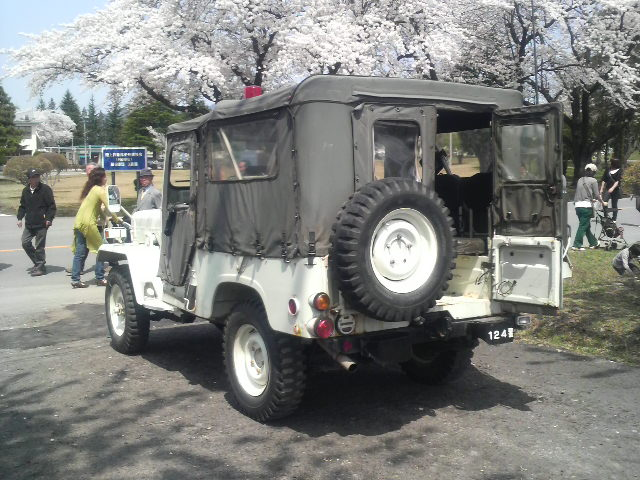
希少品と化したジープ用

- かつて不整地走行車両（特にジープ）のマッドテレーンタイヤの定番であったゲタ山タイヤは、2000年代末ごろには各メーカーともに廃盤となった。現在の陸上自衛隊に多数残存する73式小型トラック（三菱・ジープの軍用版）においては、廃車抹消された車体の程度の良いものを予備部品として残しておき、使いまわしている例が見られる。
- 360 cc時代の軽自動車で主流であった10インチのバイアスタイヤは、2010年代初頭現在で入手可能なものは軽トラック用と思われるラグパターンのサマータイヤに限定されており、スタッドレスタイヤはほぼ皆無である。
- ホイールの大径化、タイヤの低扁平化が進み、14インチ以下の高扁平タイヤはコンパクトカー用のエコタイヤがメインとなり、スポーツタイヤはほとんど廃盤となっている。

#### 対策
- タイヤ型が輸出された外国から購入する。
  - 日本で生産が完了した自動車を海外にラインごと輸出している場合、現地では旧規格のタイヤも需要がある。
- プライ数が大きいトラック用にする。
  - 重量、価格、乗り心地の面でデメリットがあるが、強度が上がるために車検には全く問題がない。
- 規格書を参考に外径をなるべく変更しないようにして、ホイールのインチアップを行う。
  - 前輪に大口径のフリーホイールハブが装着されている場合や、後輪にダブルタイヤで装着されている場合、あるいは特殊なPCDを採用しているなど、何らかの理由で交換用ホイールの入手が不可能な場合には、その車両の運用に支障をきたす場合もある。
- 欧米などのクラシックカー文化の盛んな国から取り寄せる
  - クラシックカーのレストアが盛んな欧米では現存する旧型車向けに現行車では使われない規格やサイズのタイヤはもちろん、昔のトレッドパターンやホワイトリボンなどを再現したタイヤを供給しており、現在の技術で当時のクルマのシャシーやサスペンション性能に最適化したスポーツタイヤや20世紀初頭の細い高圧タイヤも入手可能である。またクラシックカー用のタイヤを専門に扱う商社も存在する。

### 消耗後

#### 廃棄物処理

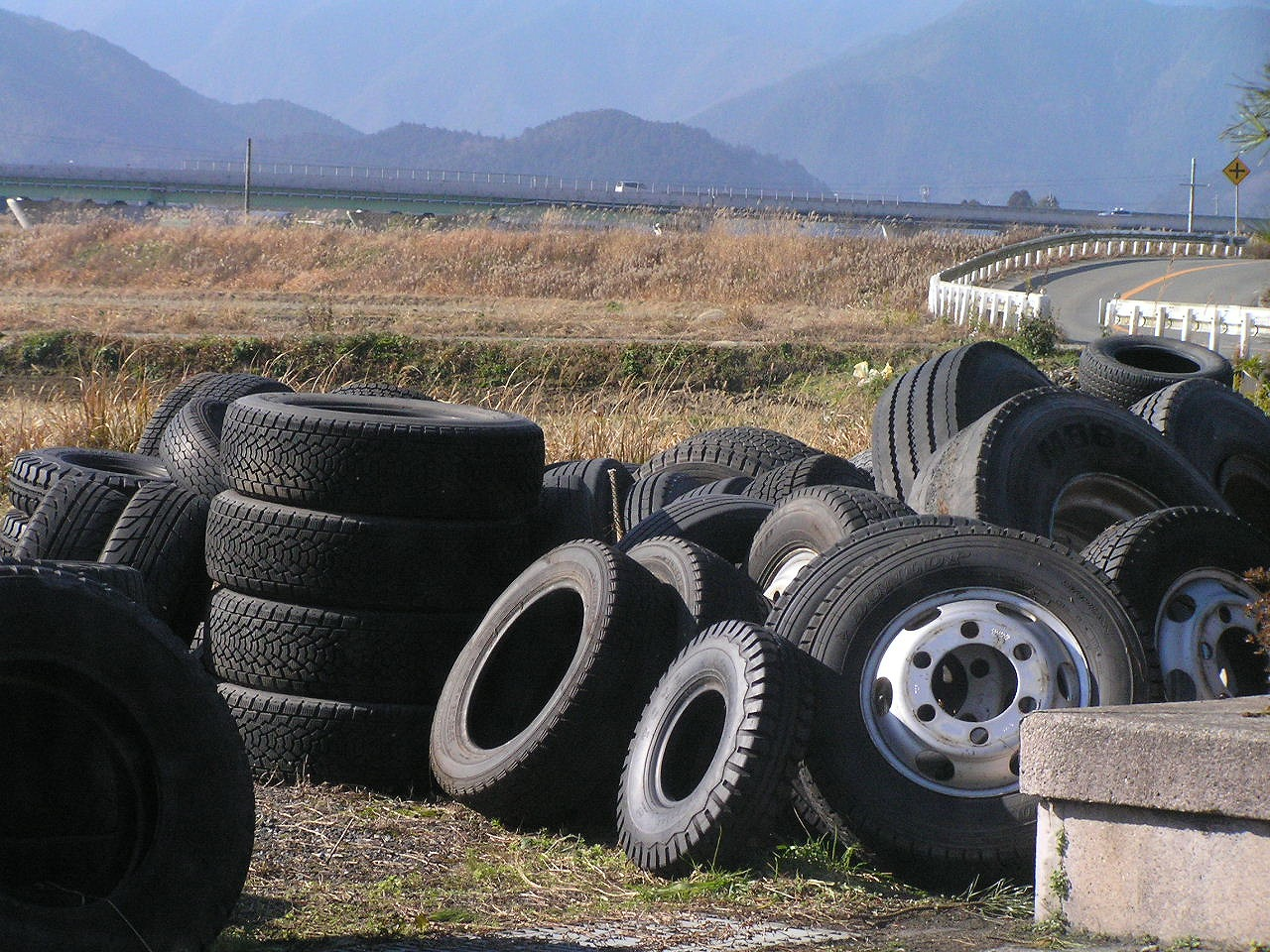
郊外の放置タイヤ

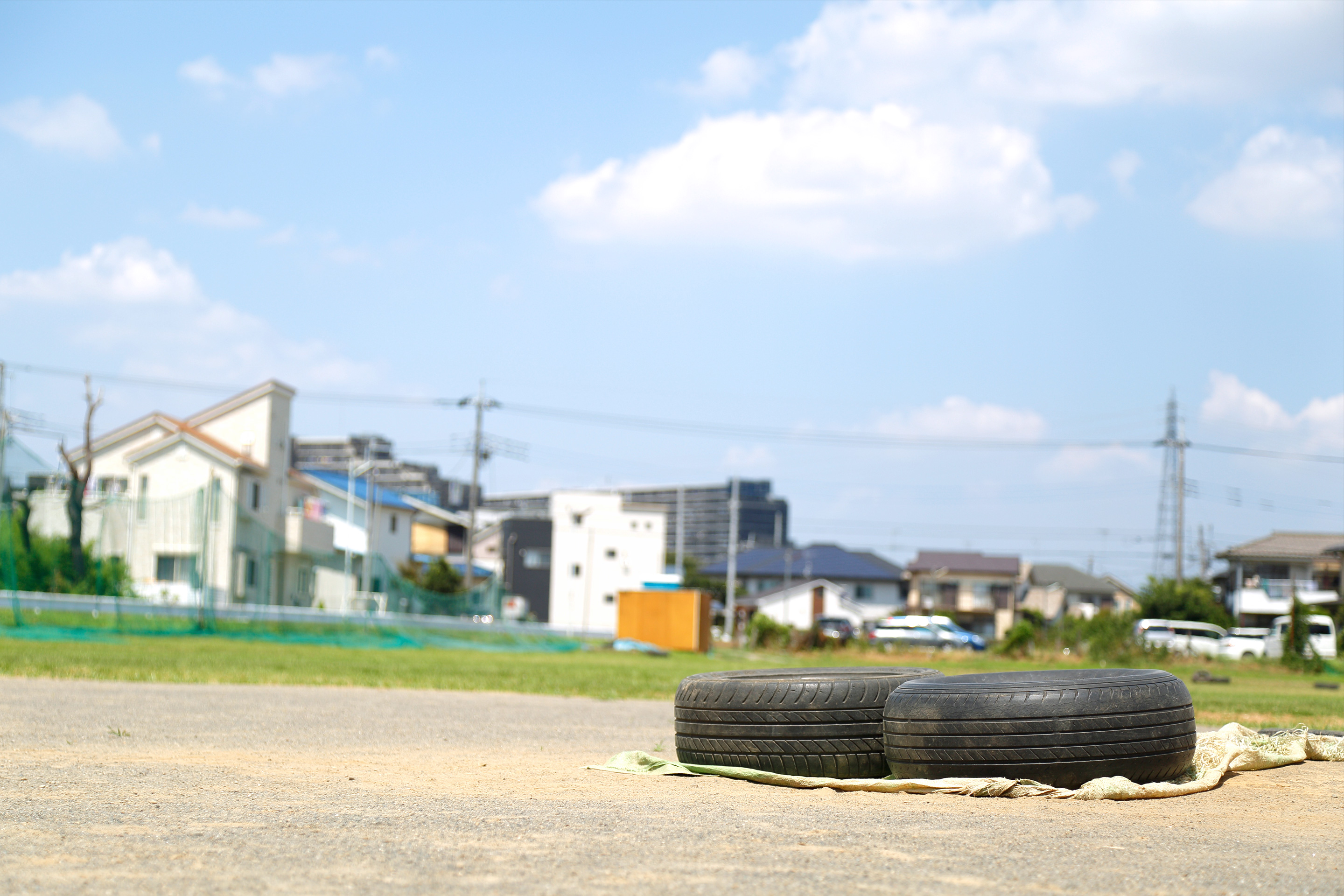
公園での使用例

モータリゼーションの発展とともに消費量は膨大なものとなり、使用済みの廃棄物処理は問題となっている。放置されたものに溜まった水から発生する悪臭や、水に蚊が産卵することによる虫害、野積みされたものの自然発火などの事故も発生している。また他の樹脂製品同様腐敗しにくく、廃棄されると長期にわたって残り続ける。山林などに車ごと不法投棄され、20年程度経過しているものでさえ、車体や内装はぼろぼろに朽ちても、ほとんど侵蝕されず原形をとどめ続ける。

#### リユース
径の大きなものは重くて丈夫なため、公園の遊具やスポーツトレーニング用として利用される。径の小さなものは花壇の外周を装飾するような利用法があり、小学校や幼稚園で見かける。下駄や雪駄の底に平らに伸ばして貼り付けることで、アスファルトとの接触で極度に摩耗しやすい伝統的な履物の耐久性を持たせようとする工夫も見受けられる。
また、中が空洞になっている大きなゴム製品ということを利用して緩衝物として利用することも多々ある。具体例としては適当な大きさのものを集めて、漁船やタグボートなど小型船舶の防舷物とする使い方や、サーキットの「タイヤバリア」（コースアウトした車を突入させて安全に減速させる部分（エスケープゾーン）の壁際に設置する、タイヤを重ねて作ったクッション）などがある。
南アフリカ共和国などでは、私刑として、古タイヤを人の首に掛け、ガソリンをかけて火をつけ焼き殺す「タイヤネックレス」という処刑が行われた例がある。

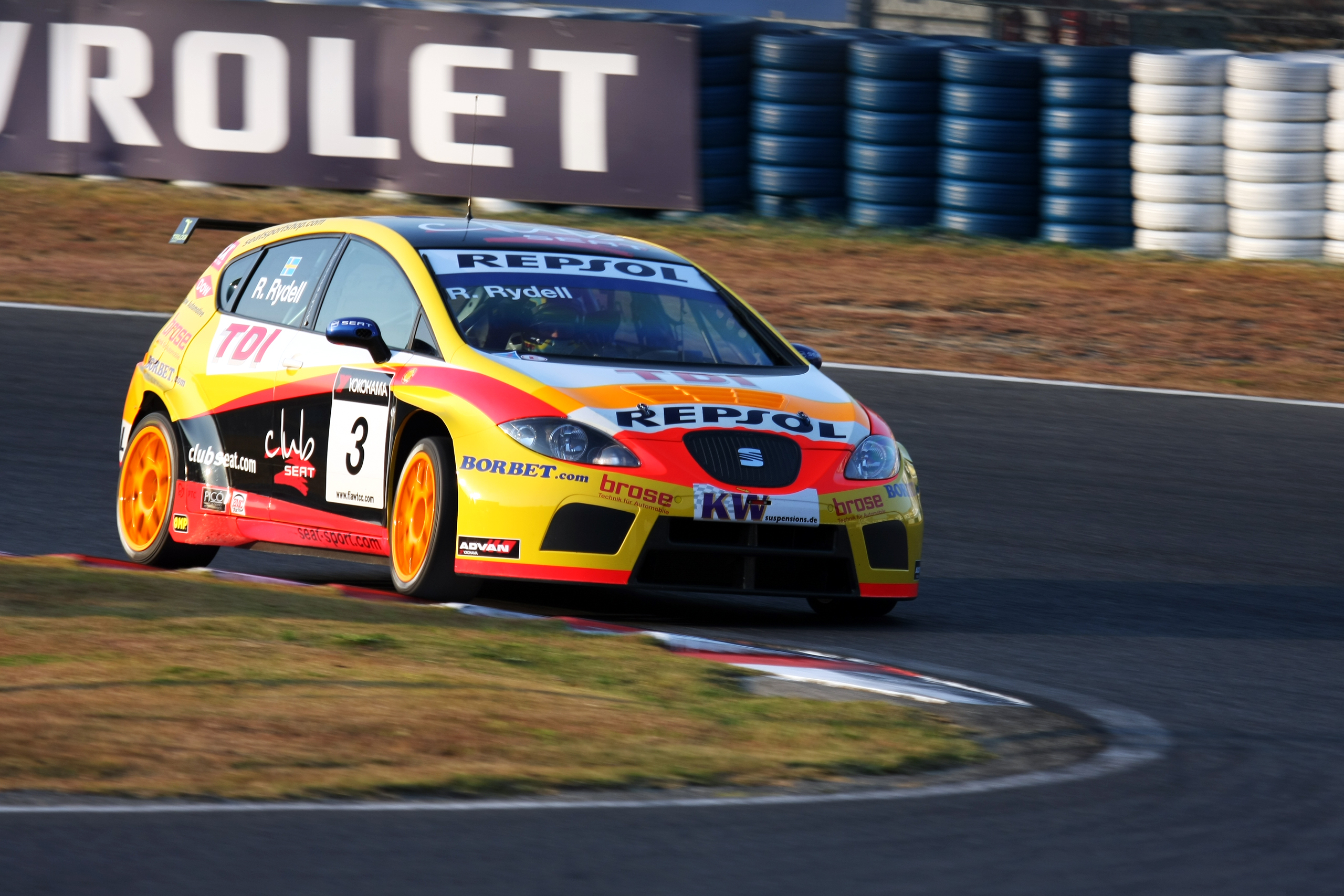
岡山国際サーキットに設置されているタイヤバリア
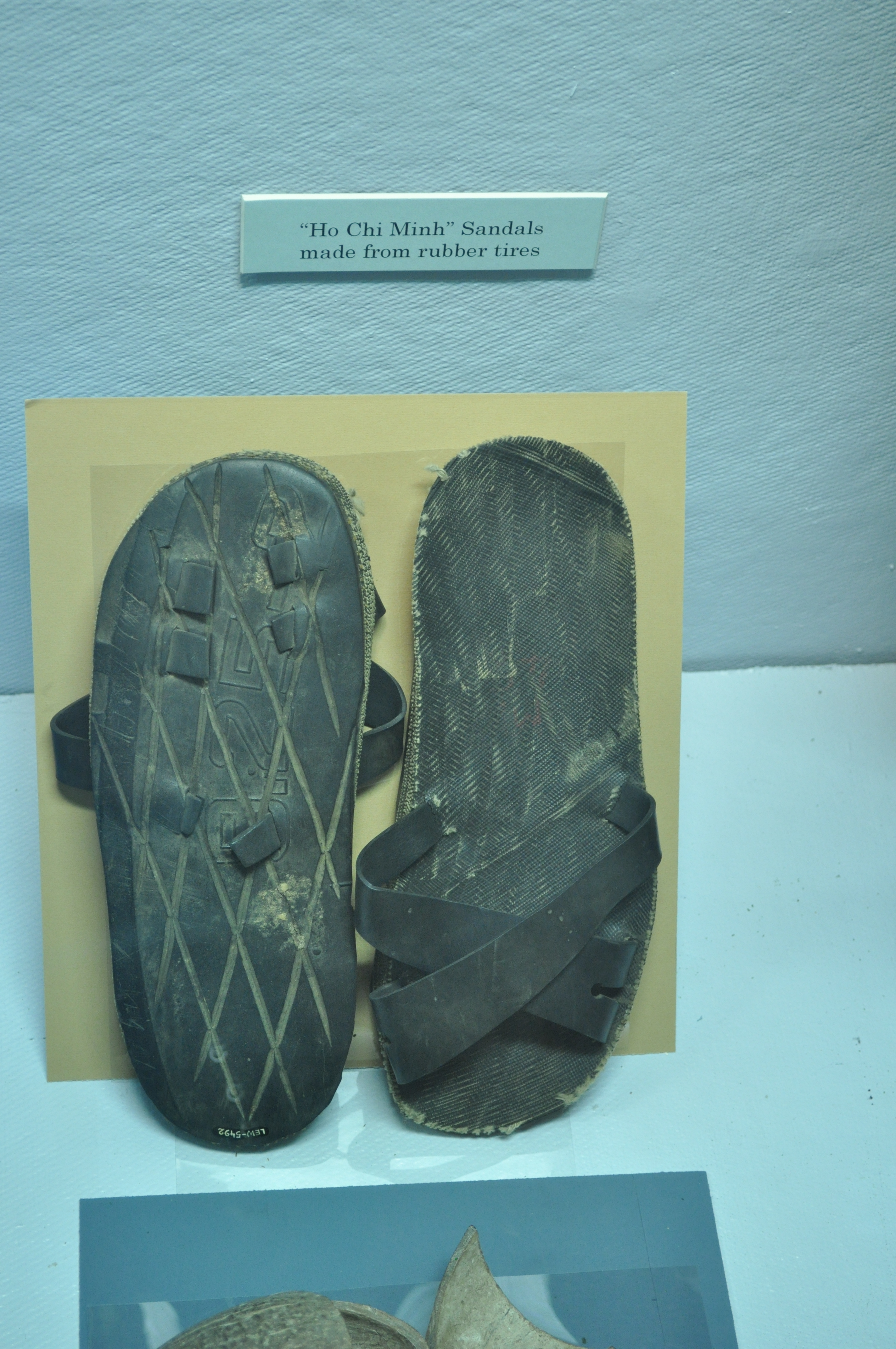
ベトナムでタイヤから作られたサンダル。こうしたゴムサンダルはベトコンにも多用され、ベトナム戦争当時「ホーチミンサンダル」として有名になった。
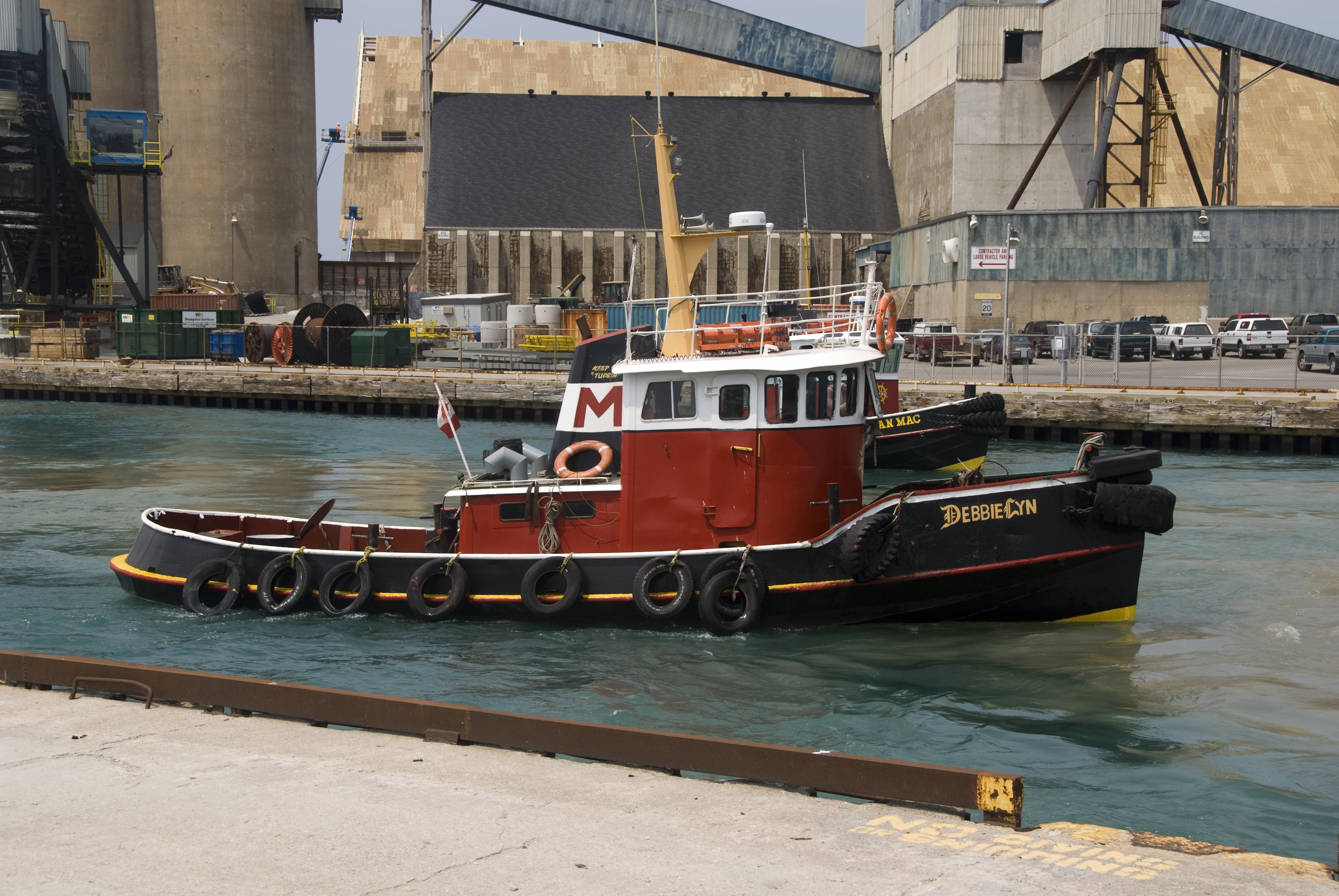
舷側にタイヤを吊り下げたタグボート
廃タイヤでできた怪獣のモニュメント（西六郷公園）
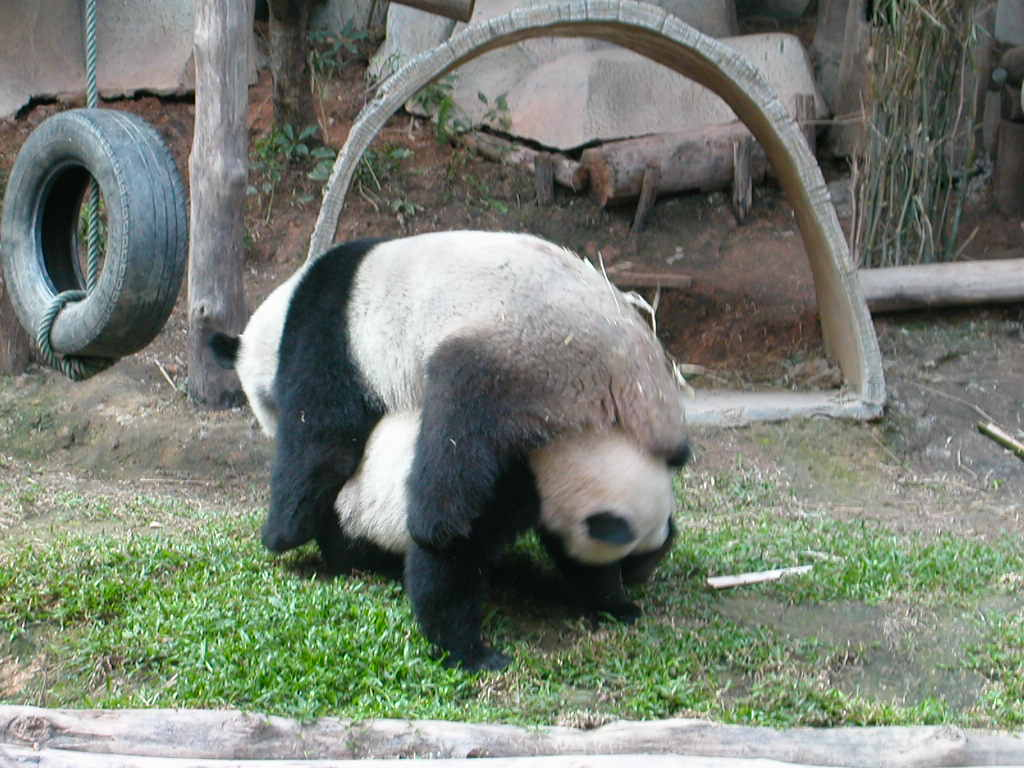
遊具。利用者が人間とは限らない

#### リサイクル
最もリサイクル用途が高いのは燃料としてのサーマルリサイクルである。日本国内では、半数程度がセメントや製鉄工場の高炉に投入され、含まれているスチールコード類も鉄原料としてセメントの成分や鉄材に残らずリサイクルされている。燃料用途以外には、緩衝材や防音材として利用される他、マテリアルリサイクルの原材料として再生品の需要が高い国への輸出も行われている。
2010年代後半には、廃タイヤの国際間取り引きは倍増ペースで増加。イギリスやイタリア、アメリカ合衆国などから大量の使用済みタイヤがインド、マレーシアなどへの輸出された。輸入者の大部分は廃棄物処理などに関する規制をクリアした業者であり、適切なリサイクルが行われるが、一方で簡易な施設でタイヤを熱分解し、船舶用低質油を抽出する零細業者の手法が蔓延。環境汚染が進行している。

#### リキャップ(再生タイヤ、更生タイヤ)
航空機用などは、着陸の際にトレッド面の消耗が激しいため、トレッドを張り替えるリキャップで何度も再利用されている。また、大型トラックやバスでは、再生タイヤが後輪に使われていることが多い。トラック用タイヤは廃棄物を減らす意味から、タイヤ製造業者が最初から再生をしやすい構造となるように意識してデザインされていることが通常である。再生についてはJIS K 6329による標準規格化が進んでおり品質も安定している。
一般乗用車用での再利用率は低い。これは、一般乗用車用のタイヤはバスや大型トラック用に比べて品種やサイズ、構造が多様で乗り心地のためにトレッド面も薄いので画一的な再生が困難なためである。唯一タクシー車両用のタイヤはサイズや構造などのバリエーションが少なく再生を意識してデザインされているのでリキャップタイヤが流通している（ただし、主流ではない）。なお前輪への再生タイヤ使用は推奨されていない。
リキャップの再生方法としては
十分な受け入れ検査でサイドウォールの損傷やトレッド面の大きな損傷のあるタイヤは排除する
トレッド面の細かい損傷があれば補修
トレッド面を研磨
新たなトレッドとなる未加硫ゴムを貼り付ける
加硫釜にいれてトレッドとタイヤを一体化する。
トレッドのパターンは予め貼り付けるトレッドに刻まれている場合(プレキュア)と、加硫釜の表面の模様によりトレッドパターンが生成される場合(リトレッド)がある
外観や重量バランスなどを検査して出荷
また、トレッドの厚みが残っている場合は、再度トレッド面に溝を掘るリグルーブが行われることがある。

#### タイヤの履き潰し

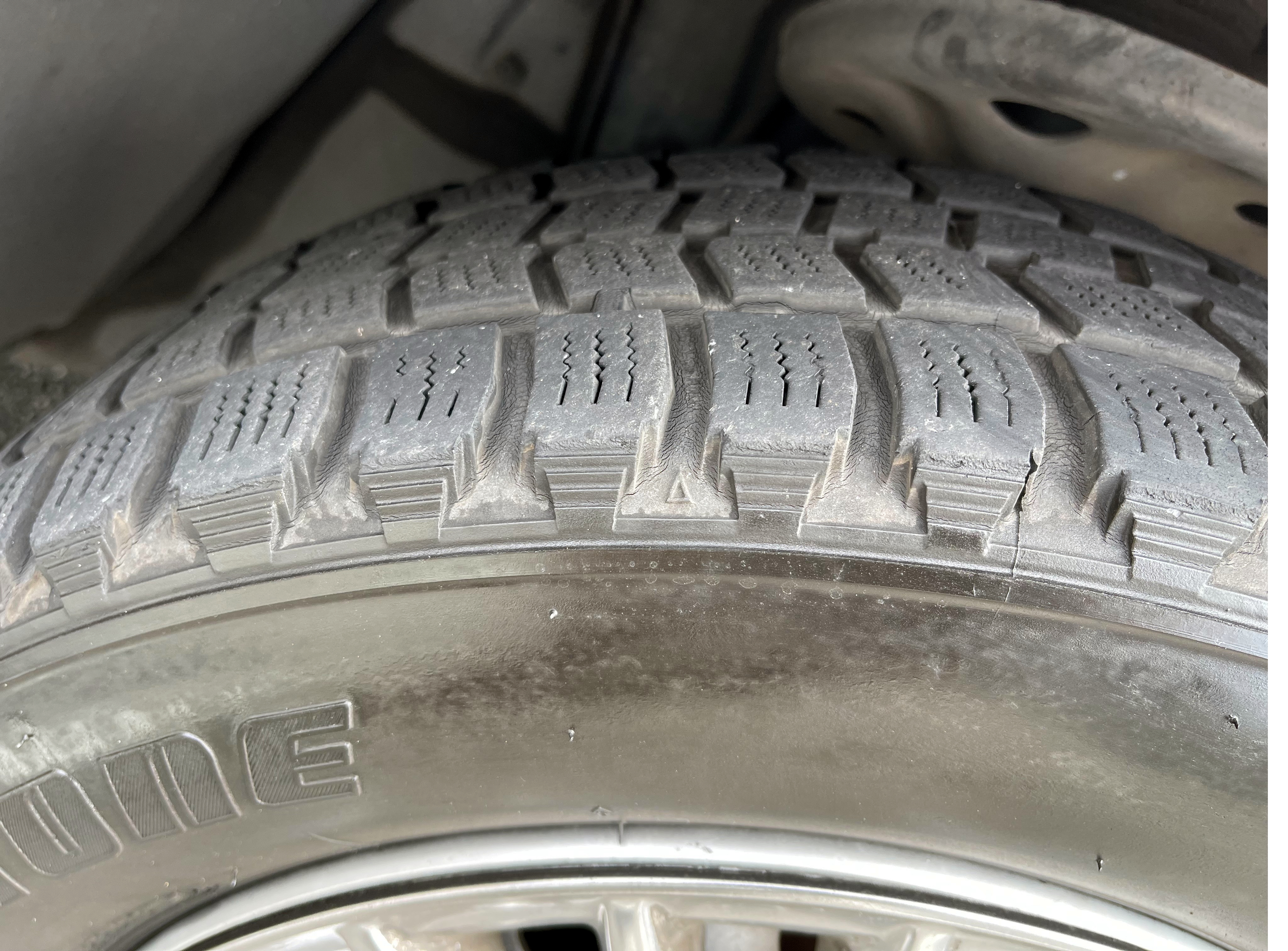
プラットフォームが露出したスタッドレスタイヤ
スリップサインまではまだ達していない。

加工を伴わない乗用車用の再利用としては、スタッドレスタイヤの通年利用(履き潰し)がある。スタッドレスタイヤは、プラットホームが露出する（溝の深さが新品時の8mmから半分の4mmになる）くらいになると、性能が低下するので雪上走行用として用いるには余りに危険である。
そこで、そのようなスタッドレスタイヤの冬季以外での使用も散見されるが、それも大きな危険を伴う。確かに、法令上ではタイヤ（夏タイヤかスタッドレスタイヤかは問わない）はスリップサインが露出する（溝の深さが1.6mmになる）までは公道走行に使用できる。しかし、深く細かい溝が多数あるスタッドレスタイヤは、雨の日など路面が濡れているときは、排水性能が低下して高速走行でハイドロプレーニング現象が起き易くなる。また、スタッドレスタイヤは、夏タイヤと比較して路面と接するゴムが柔らかくできているので、より高温になる夏季の路面では柔らかくなり過ぎてタイヤ自体が歪み、カーブでふらつき易くなる。

#### 摩耗粉（タイヤカス）
材質がゴムのため、路面を走行することで次第に摩耗してゆく。この摩耗の際に発生する微細なゴム粉末は粉じんとなって大気中に漂うほか、路上の小石やブレーキダストなどの他の粒子と結合して比較的大きな粉末として環境中に残留することが、JATMAも参加しているタイヤ業界世界CEO会議の中で調査結果として纏められている。この調査結果によると、摩耗粉による急性の毒性被害は発生しないとされているものの、粒径10μm以下の摩耗粉の健康に対する影響は引き続き調査が必要と結論付けられている。
一般的な市販車両用の摩耗粉は極めて微細な粒子として発生するが、モータースポーツで用いられるスリックタイヤなどから発生するタイヤカスは、日本ではウンコ、アメリカではタイヤマーブルとあだ名されるほど大きな粒径で発生する。レコードライン上の舗装にこびりついたタイヤカスはラバーが乗ったと形容され、グリップ向上の要素として歓迎される反面、こびりつかない大径のタイヤカスは、時として走行車両を妨害する程の厄介な障害物となりうる。インディカーやNASCARなどのオーバルレースでは、タイヤマーブルがクラッシュの直接要因となるため、トラック上に多数散乱しているとオフィシャルに判断されると、直ちにレースが黄旗中断され、専用の路面清掃車がマーブルの除去を行う。今日のようなワンメイクタイヤの使用が主流でなかった時代には、ファステストラップを叩きだした車両が新型装着していた場合、そのタイヤカスをライバルチーム関係者が拾い集め、成分の分析を試みたという。
電気自動車 (EV) は環境性能の高さから普及が進んでいるものの、電動機（モーター）はトルクの立ち上がり方が急であり、また重量のかさむ二次電池（バッテリー）を積載していることから、内燃機関車と比べ30パーセントもタイヤが摩耗しやすいとタイヤメーカーは試算している。アメリカ西海岸では雨が降るとタイヤの摩耗粉が川へと流出し、サケなどの魚が死ぬとの報告が上がっている。このため、車両の軽量化やタイヤの耐摩耗性能の向上、タイヤ摩耗粉回収装置の開発といった研究が行われている。

## メーカー
自動車用タイヤは、ブリヂストン（日）、ミシュラン（仏）、グッドイヤー（米）、コンチネンタル（独）によって寡占化が進行している。ここでは主に日本国内で購入可能なメーカーを中心に記述する。

### 欧米
- グッドイヤー - アメリカ。住友ゴムと提携している。
  - フルダ - ドイツを発祥とし、欧州やアメリカで展開されるブランド。グッドイヤー傘下。
  - ダンロップ・タイヤ - 元々はオーストラリアのダンロップのみを傘下としていたが、住友ゴムとの提携で現在は欧米市場全般を担当。
- ミシュラン - フランス。日本では1975年に日本ミシュランタイヤを設立。その後、旧岡本理研ゴム「オカモト」と提携し1989年にミシュランオカモトタイヤを設立。のちに合弁解消し日本ミシュランタイヤとして再出発、日本国内ではオカモトブランドの「ライケン」も順次消滅。
  - BFグッドリッチ
  - ユニロイヤル
  - ライケン - かつての岡本理研ゴムのブランド。現在日本国内での販売は無い。
- ピレリ - イタリア（親会社は中国化工集団公司）
  - メッツラー - オートバイ用メーカー。1986年ピレリに買収。
- アームストロング - アメリカ。オフロード用などがラインナップされていたが、ピレリに買収。その後2012年に再度独立[32]。
- コンチネンタルAG - ドイツ。日本では東洋ゴム・横浜ゴムの両社と業務提携。
  - ゼネラルタイヤ - かつて存在したアメリカのメーカー。のちにコンチネンタルタイヤ（現コンチネンタルAG）に買収されコンチネンタル・ゼネラルタイヤに。現在はコンチネンタルAG内部で一部ブランドが残るのみ。
  - バルム - チェコ。コンチネンタルAG傘下で、近年横浜ゴムの販売網で輸入販売されている。
  - センペリット - オーストリア。コンチネンタルAG傘下。特定の商社によって乗用車用の一部モデルが販売されている。
- マランゴーニ - イタリア。主にリトレッドのメーカーで日本には特定の商社によって乗用車用の一部モデルが販売されている。
- クーパー・タイヤ・アンド・ラバー - アメリカ
  - エイヴォン・タイヤ - イギリス。1997年、クーパーに製造部門を売却。
- ノキアンタイヤ - フィンランド。海外では特に厳しい寒冷地に対応したスノータイヤで評価が高いが、日本では主に自転車用で知名度が高い。
- ミッキー・トンプソン - アメリカのレーシングドライバーが創業した。ドラッグレース用やクロスカントリーモデルを主扱っている。
- ニューテック (Newtech) - 一般用に外見を似せた独自のエアレスタイヤを開発するベンチャー企業。日本の潤滑剤メーカーのニューテック (Nutec) とは無関係。
- シュワルベ
- ヴィットリア （Vittoria S.p.A.）

### アジア

#### 日本

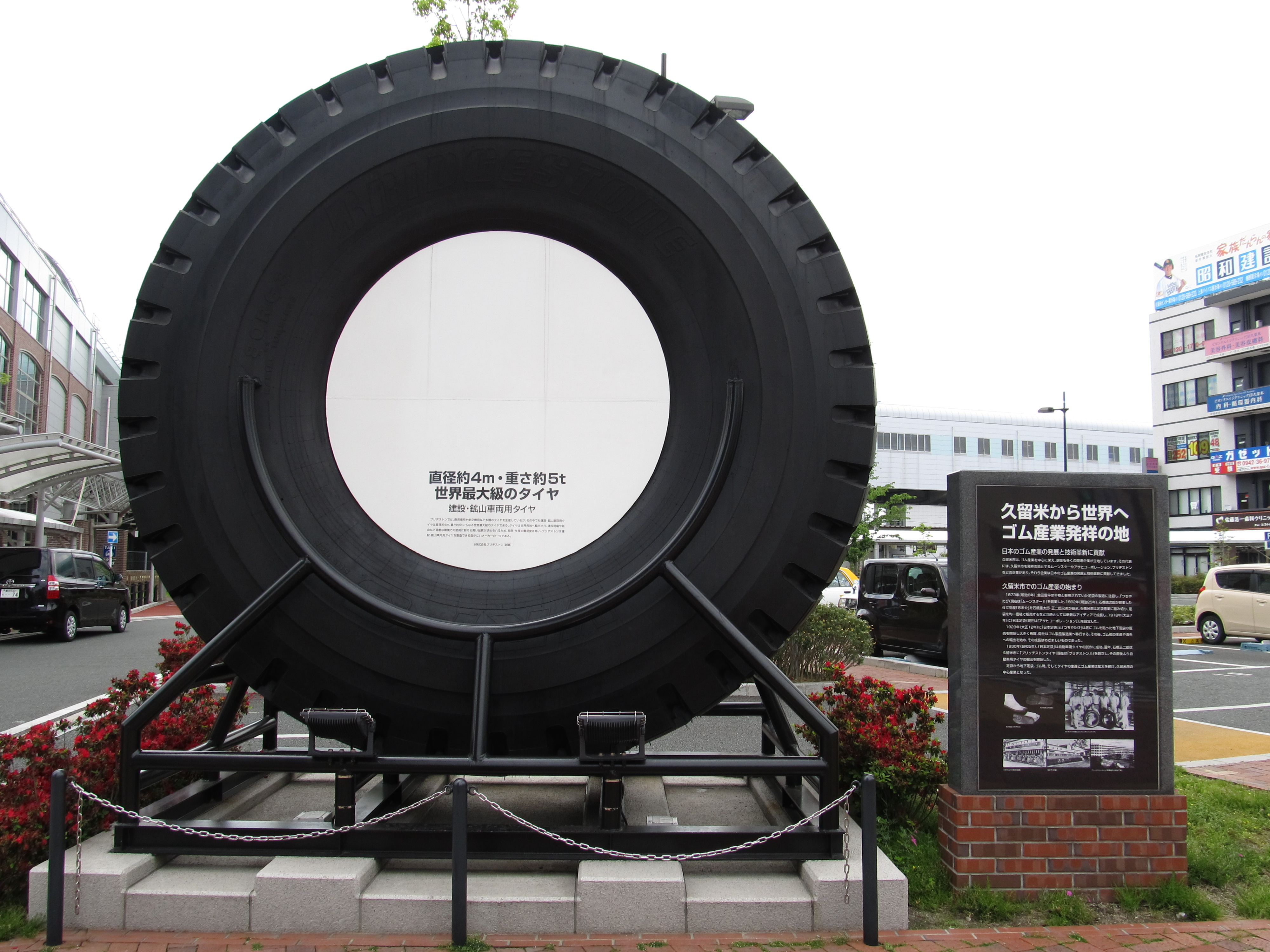
福岡県久留米市の九州旅客鉄道（JR九州）久留米駅まちなか口（東口）にある、ブリヂストン製タイヤのモニュメント。建設・鉱山車両用で直径は約4m、重さは約5t。

- ブリヂストン - 福岡県久留米市の石橋家（アサヒシューズの石橋家の分家に当たる）によって設立した世界最大手。スチールコードの国内最大手でもあり、ドイツの同業大手・ベカルト社との合弁により設立したかつての関連会社（ブリヂストン・ベカルト・スチールコード）が発祥。戦前より活動する3社（戦前3社）の一つ[33]。
  - ファイアストン - 主にアメリカやヨーロッパで展開されるブランド。同社が社名・商標名の由来となった日本のブリヂストンに1988年に買収され、ブリヂストン・ファイアストン・タイヤへ社名変更している。
  - セイバーリング - 元々はグッドイヤーの創業者が同社の経営から退いた後に創業したメーカーで、1965年にファイアストンに買収された。日本国内ではファイアストンに代わって低価格ブランドとして使用されている。
  - デイトン - 主にアメリカで使用されているブランドで、ファイアストンより低価格ブランドとして使用されている。
  - バンダグ - トラック向け再生品の製造販売を行うブランド
- 住友ゴム工業 - 旧日本ダンロップゴムで、本流である英ダンロップの日本法人として設立。のちに住友電工をはじめ住友グループの資本・技術介入により現社名へ変更。その後ダンロップ本体の経営悪化に伴い世界の大半のダンロップグループを傘下に持つこととなる。米国グッドイヤー社とアライアンス締結。海外では独自にスミトモブランドを展開。
  - ダンロップ - 明治時代の1909年にダンロップ極東護謨工場として発足、事実上日本のタイヤ産業の原点ともなったブランドであり、ブリヂストン・横浜護謨と共に戦前3社の一つとして称された[33]。戦後は米社・英社の買収により日米英の3か国を中心に住友ゴムグループで展開していたが、グッドイヤーとの資本提携により現在はアジア地域を担当。国内部門（旧日本ダンロップ時代含む）についてはダンロップファルケンタイヤも参照。
  - ファルケン（旧オーツタイヤ）- 戦中の1944年、大日本紡績株式会社（現・ユニチカ）の多角事業の一環で、内外ゴムとの共同出資で大日本航空機タイヤとして設立[33]、戦後は東洋・日東・岡本理研と共に戦前3社に続く国産7社体勢[注 19]の一角を構成した。のちに住友ゴムが買収、合併して住友ゴムの一部門となり、住友ゴムのセカンドブランドとして定着。
- 日本グッドイヤー（旧・ダンロップグッドイヤータイヤ）- 住友ゴムが米大手のグッドイヤー社と提携、合弁で設立した外資系メーカー。2014年2月に住友ゴムとの合弁は解消されたが、製造は引き続き住友ゴムが受託している。
  - 日本ジャイアントタイヤ - ホウルトラック向け超大型タイヤの専業メーカー。旧社名は東洋ジャイアントタイヤであり東洋ゴム傘下であったが、1985年よりグッドイヤーと合弁を開始し現社名に変更。2012年6月に米グッドイヤー傘下となった。
- 横浜ゴム - 古河系、ブリヂストンと並ぶ戦前3社の一つ[33]。ヨコハマタイヤが主力ブランド。レースカー・スポーツカー向けに展開しているADVANのブランド名を持つ。これが成功したため他社 (ポテンザ（ブリヂストン）、トランピオ（東洋）) なども追随しレース、スポーツ用別ブランドを展開することになる。
- TOYO TIRE（旧・東洋ゴム工業）- 元東洋紡系、日中戦争（支那事変）期の1938年の発足であるが、太平洋戦争（大東亜戦争）期に幾度かの合併を経て現在の組織に至っているためか、いわゆる戦前3社には含まれていない[33]。戦後の国産7社体制の内、戦中戦後に発足した新興4社で唯一独立ブランドとして存続している。
  - 日東化工 （旧・日東タイヤ）- 戦後の1949年設立[33]。三菱ケミカル系（元三菱化学系→現三菱樹脂系）。NITTOブランドでトーヨータイヤが製造を担当（かつて菱東タイヤという合弁会社を設立した関係）。
  - 愛知タイヤ工業 - 主に産業車両用を製造。やはり日東化工と合弁で「愛東」という再生事業を専門とする会社を設立している。
- 井上ゴム工業 (IRC) - 主に自動二輪車、自転車向けを製造。兄弟会社にゴムホース・ゴムパイプメーカーのイノアックがある。
- パナレーサー - 旧社名はパナソニック ポリテクノロジーで、パナソニックグループ離脱により社名変更。自転車用国内最大手。
- 共和 - 輪ゴムの製造で著名であるが、ミリオンタイヤブランドで自転車用も手掛ける。
- ダイワボウプログレス - ソーヨータイヤブランドで競技用自転車（トラックレーサー・ロードレーサー）向けを製造。

撤退・消滅したメーカー
- 会社自体が消滅したもの
  - 日本護謨 - ダンロップ極東護謨参入以前の1900年設立、日本でも最初期のメーカーといわれる[34]。ウラルタイヤブランドを展開[35]したが、戦中に消滅。
  - 日本イングラム護謨 - 1908年、イギリス系資本にて設立された日本初の外資系メーカー。1911年、ダンロップ極東と合併し消滅。技術者の一部は後述の内外ゴムへ移籍する[35]。
  - ピープルラバー - 1920年設立、ピープルタイヤブランドで自転車用を手掛けたが、1970年に倒産[35]。
- 会社自体は存続しているもの
  - 角一ゴム（現・クラレプラスチックス） - 1906年設立。カクイチタイヤブランドで二輪車向けを製造[35]。
  - 内外ゴム - 1913年設立、旧イングラムの技術者が合流しゴムタイヤを製造。ナイガイ・プリンスブランドは旧日本軍の軍用車両用にも供給され、現在でも当時のものが旧父島要塞軍事遺構などに現存する。また今日のファルケンの源流のひとつでもある。(上述)
  - 日輪ゴム工業（現・ニチリン）- 1914年設立[35]、ニチリンタイヤ、サクラタイヤ[注 20]ブランドで自転車用タイヤを手掛けた。
  - 東京護謨（現・昭和ゴム） - 1917年設立、マルテータイヤ (○T) ブランドを展開[35]、後の日東タイヤの母体の一つ。
  - ユニオンゴム工業 - 1927年設立、ユニオンタイヤブランドを手掛ける[35]。現在はリムバンドなどの自動車・二輪車部品で著名。
  - 大成ポリマー（現・東洋平成ポリマー） - 1929年設立、大成タイヤブランドで二輪車向けを製造。1979年事業撤退[35]。
  - バンドー化学 - 昭和30年代に自転車向けを製造[35]。
  - ナショナル護謨 - 昭和30年代までノーブルタイヤブランドで自転車向けを製造[35]。現在はウエットスーツ素材で著名である。｢ナショナル｣で｢自転車タイヤ｣なのでパナソニックグループ及びパナレーサー(こちらの旧称は｢ナショナルタイヤ｣)と混同しやすいが、これらとは無関係。
  - オカモト（旧・岡本理研ゴム） - 戦後の1964年に自動車用事業に参入[33]。かつてRIKEN(＝理研、ただし発音はライケン)ブランドで乗用車用を手掛けたが、ミシュランと合弁しその後合弁解消時に、タイヤ事業は日本ミシュランに譲渡。群馬県太田市の工場は日本ミシュランが運営するが、2010年に研究開発部門を残し量産は停止し日本での生産はなくなる。
  - 三ツ星ベルト - 自転車用を生産していたが、2005年に事業撤退。
- 現状不明
  - 日本自動車飛行機タイヤ製造 - 軍用車両・軍用機用向けを生産、旧日本軍へも供給された。

#### 韓国
- ハンコックタイヤ - 韓国でのシェア1位。各国のメーカー（日本ではダイハツ、三菱）への新車装着の実績がある。
  - ラオフェン - ハンコックのセカンドブランド。
  - キングスター - ハンコックのセカンドブランド。
  - ZETRO（ゼトロ） - イエローハット向けのPB商品。
- クムホタイヤ - 韓国でのシェア2位。
- ネクセンタイヤ - 韓国でのシェア3位。韓国プロ野球、ネクセン・ヒーローズのメインスポンサーとしても知られる。
  - ロードストーン - ネクセンのセカンドブランド。

#### 台湾
- ナンカンタイヤ - 1959年設立。「ナンカン」（Nankang）ブランドで販売されている。
  - ソナー - ナンカンのセカンドブランド。
- マキシスタイヤ - 正新（チェンシン）ゴム工業のブランド。総合タイヤメーカーであるが、日本では80年代中番より2輪用で新車装着が始まり、現在ではタイで生産されているK13系日産マーチに新車装着されている。
- フェデラルタイヤ - 一般市販用からの輸入だったが現在では低価格のハイグリップ系のスポーツ用の販売が増え、スポーツタイヤブランドとして認知されつつある。
- ケンダ - 台湾ブランドの自転車に多く使われている。

#### 中国
- グッドライド (GOODRIDE)（英語版） - 世界ランク13位、中国最大のメーカーである。
- トライアングル（英語版） - 中国第2位、世界ランク14位。トライアングルの由来は三角タイヤから来ている。
- ワンリ (Wanli Tires) - ファイアストンから技術供与を受け製造される高品質なタイヤが売り。並行輸入品が安価に販売されている。
- ティムソン (TIMSUN) - 日本では、カスタムジャパンがティムソンジャパンという屋号で日本総代理店として販売している。英語読みでは、ティムサンと発音し、中華圏では、タンセンという名前で知られている。オートバイタイヤメーカーとして2006年に設立。現在アジアを中心に世界40カ国で流通しており、その数は1億本にも及ぶ。アジア各国で生産されるオートバイのOEMタイヤとして採用されている。2015年よりスリランカ警察で使用されているオートバイの全車両に装着されている。高性能シリーズのストリートハイグリップをはじめ、スタンダードシリーズ、ビジネスシリーズ、オフロードシリーズなど多種多様なラインナップを揃えている。
- キンフォレスト（KINFOREST）-広州橡森胎有限公司。
- LINGLONG（リンロン）（英語版）-日本では主にカーポートマルゼンで取り扱われる。
- レイダンタイヤ(雷登轮胎、Rydanz Tyre) - 2011年設立。青島雷登国際貿易有限公司が手掛けるブランドであるが、日本ではR31HOUSEの柴田達寛が企画販売するシバタイヤの製造元として知られる。

#### その他アジア諸国
- アキレスタイヤ - インドネシア。ATR Sportなどの複数ブランドを保有する形で販売を行うため、社名そのものは余り知られていない。日本のアキレス社との関連は無い。2019年よりミシュラングループ。
- ディーストーン (Deestone) - タイ王国。日本では主にゴルフカート用や全地形対応車用のバイアスが並行輸入されている。
- MRFタイヤ - インド。インド国内ではタイヤ業界最大手。
- ピンソ（PINSO）-タイのタイヤメーカー。インドネシアで製造。
- BKT - インド。日本では阿部商会が正規輸入代理店として建機、トラクター用を販売している。
- ダンロップ・ラバー (Dunlop) - オーストラリアのゴム製品メーカー。かつては住友ゴムも米英ダンロップもインドのダンロップなども同社の実質傘下にあった。現在はダンロップ・ラバーをイギリスのコングロマリット・BTR社が、タイヤ部門を継承したダンロップ・タイヤを米グッドイヤーと住友ゴムが、それぞれ株主として継承している。